# Bruno van Zollern
Bruno van Zollern (leefde rond 1100) was een middeleeuws geestelijke en staatsman, die als proost verbonden was aan het domkapittel van Straatsburg en het Sint-Servaaskapittel in Maastricht.
Bruno van Zollern was afkomstig uit het belangrijke adellijke huis Hohenzollern. Wellicht was hij de broer van Frederik I van Zollern, die een trouwe vazal was van keizer Hendrik V. Bruno was als geestelijke verbonden aan de kathedraal van Straatsburg, waar hij in 1110 proost werd. In 1116 wordt hij vermeld in een schenkingsoorkonde als proost van de Sint-Servaaskerk. Van 1112 tot 1122 was hij kanselier van het Heilige Roomse Rijk, verbonden aan de hofkapel van Hendrik V. Toen hij die functie in 1122 opgaf (moest opgeven?), bleef hij evenmin proost in Maastricht, aangezien die functie verbonden was met het kanselierschap. Wel bleef hij proost in Straatsburg.